# Пщинка
Пщи́нка (пол. Pszczynka) — река в Польше, левый приток верхней Вислы, протекает по территории Водзиславского, Ястшембе-Здруй, Жоры, Пщинского и Беруньско-Лендзинского поветов в Силезском воеводстве на юге страны.
Длина реки составляет 45,8 км, площадь водосборного бассейна — 368,3 км². Средний расход воды в Пщине c 1959 по 1990 года — 1,51 м³/с. Максимальная амплитуда колебаний уровня воды — 1,8 м.
Пщинка начинается на Силезской возвышенности юго-западнее Шероки. В верхней половине течёт в основном на восток, в нижней — на северо-восток. Впадает в Вислу на высоте 229 м над уровнем моря напротив Бжезинки в Освенцимской котловине.
Основные притоки: Докава, Коженица (оба левые).